# Carn de vedella Wellington
La Vedella Wellington és un plat de bistec al forn d'origen anglès, elaborat amb filet de carn i duxelles embolicats amb pasta trencada. Algunes receptes inclouen embolicar el contingut amb prosciutto, o pernil curat, que ajuda a retenir la humitat alhora que evita que la pastisseria quedi xopa; ús de pasta de full; o recobrint la vedella amb mostassa. Les receptes clàssiques poden incloure paté.
Es pot embolicar i coure un filet sencer i després tallar-lo per servir, o el filet es pot tallar en porcions individuals abans d'embolicar i coure.

## Nom del plat
Si bé els historiadors generalment creuen que el plat porta el nom d'⁣Arthur Wellesley, primer duc de Wellington, l'origen precís del nom no és clar i no s'ha trobat cap connexió definitiva entre el plat i el duc.
Leah Hyslop, escrivint a The Daily Telegraph, va observar que quan Wellington es va fer famós, la carn cuita a la pastisseria era una part ben establerta de la cuina anglesa, i que la similitud del plat amb el filet de bœuf en croûte (filet de vedella a la pastisseria) podria implicar que la "carn de boví Wellington" era un "plat continental oportú de tendència patriòtica". Tanmateix, va advertir, no hi ha receptes del segle XIX per al plat. Hi ha una menció de "filet de vedella à la Wellington" al Los Angeles Times de 1903, i una referència de 1899 en un menú de la línia Hamburg-America.
Al llibre de cuina clàssic polonès, acabat el 1909 i publicat per primera vegada el 1910, per Maria Ochorowicz-Monatowa (1866-1925), Uniwersalna książka kucharska ("El llibre de cuina universal"), hi ha una recepta per a "Polędwica wołowa à la Wellington" (Wellington). La recepta no difereix del plat conegut més tard amb aquest nom. Es tracta d'un filet de vedella embolicat amb duxelles en pasta de full, al forn i servit amb una salsa de tòfona o Madeira. L'autora, que va dominar les seves habilitats culinàries tant a París com a Viena a finals del segle XIX, afirmava que havia rebut aquesta recepta de la cuinera de la cort imperial de Viena. També va incloure el "filet à la Wellington" als menús proposats per als "sopars exquisits".
A Le Répertoire de la Cuisine, un llibre de cuina de referència professional publicat per Théodore Gringoire i Louis Saulnier el 1914, s'esmenta una guarnició "Wellington" a la carn de vedella, descrita com: "Filet daurat amb mantega i al forn, cobert de farcit de pollastre amb duxelles secs afegits, col·locat en pasta de full enrotllada cuita al forn, cuit al forn. Guarnit amb tomàquets pelats, i un castell de pomes".
Una entrega d'una història serialitzada titulada "Custom Built" de Sidney Herschel Small l'any 1930 tenia dos dels seus personatges en un restaurant de Los Angeles que tenia "carn de vedella Wellington" al seu menú. La primera aparició del plat registrada a l'⁣Oxford English Dictionary és una cita d'una guia alimentària de Nova York de 1939 amb "Tenderloin of Beef Wellington" que es cou, es deixa refredar i s'enrotlla en una crosta de pastís.

## Variacions
Al programa de Food Network Good Eats, Alton Brown parla d'una variant que utilitza el filet de porc més barat en lloc de la vedella. Una variació vegetariana comuna del plat, coneguda com a "remolatxa Wellington", substitueix la carn de vedella per remolatxa i s'ha presentat a concursos d'aliments com MasterChef Australia.